# Geografía de Estados Unidos
El relieve geográfico general de Estados Unidos descansa sobre la placa norteamericana. Su costa oeste forma el límite con la placa del Pacífico, por lo que es una región montañosa en la que son frecuentes los terremotos y los fenómenos volcánicos. La costa este, por el contrario, está muy lejos del contacto interplacas, y es mucho más estable. Así, en general, el relieve de Estados Unidos se organiza, de oeste a este, con una región montañosa, unas grandes llanuras centrales y una meseta al este.

## Descripción general

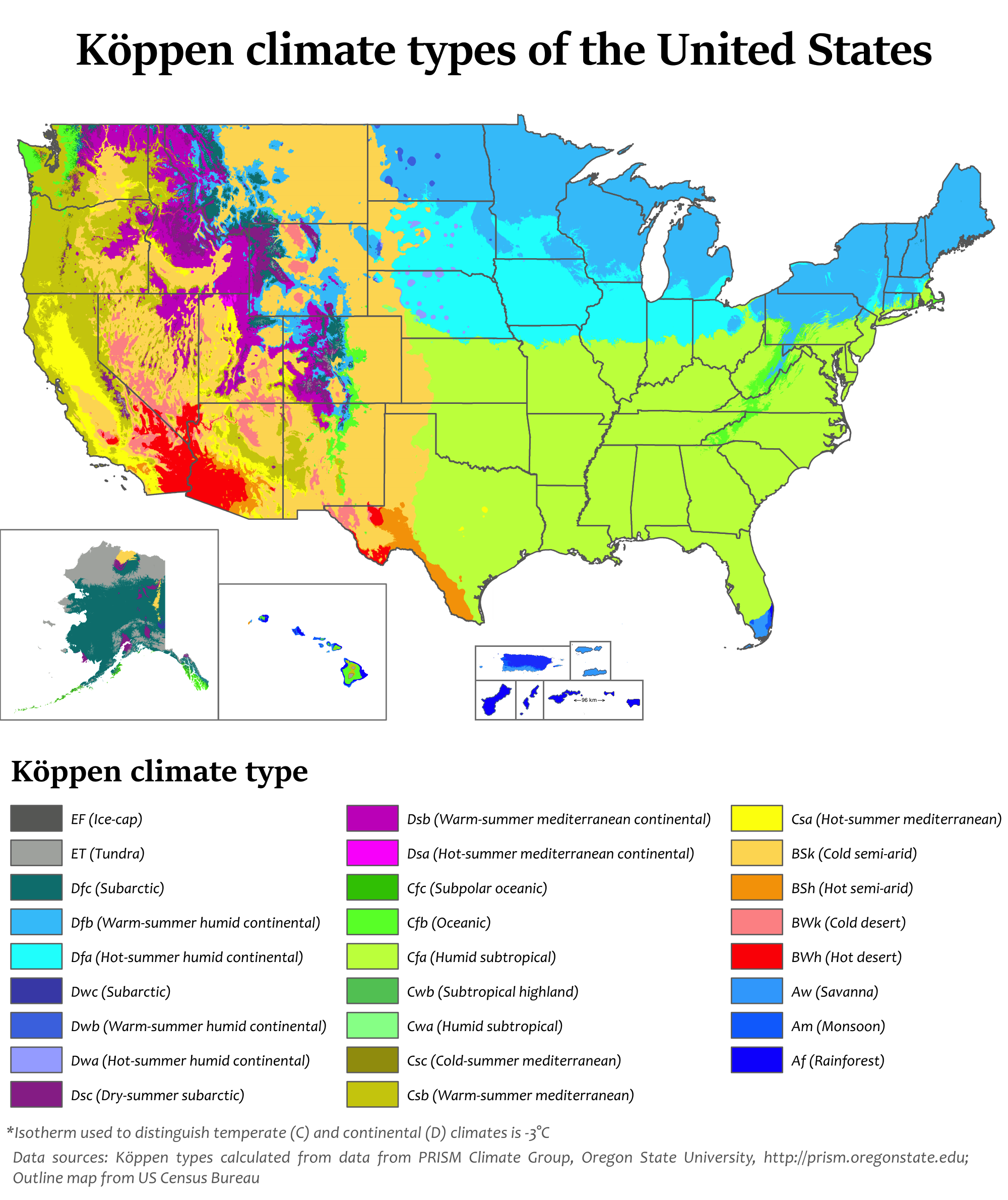
Los tipos climáticos de Köppen de los Estados Unidos, incluidos los cinco territorios habitados de EE. UU.

Estados Unidos es el segundo país más grande del continente americano, después de Canadá, y el tercero del mundo, superado por Rusia y Canadá. Situado en la franja central de Norteamérica, se extiende desde la costa atlántica hasta la costa del Pacífico. Al norte comparte con Canadá la frontera desarmada más larga del mundo (8893 km) y al sur limita con México. Está formado por 48 estados contiguos, más Alaska, en el noroeste, y las islas Hawái, en el Pacífico.

## Unidades de relieve de oeste a este

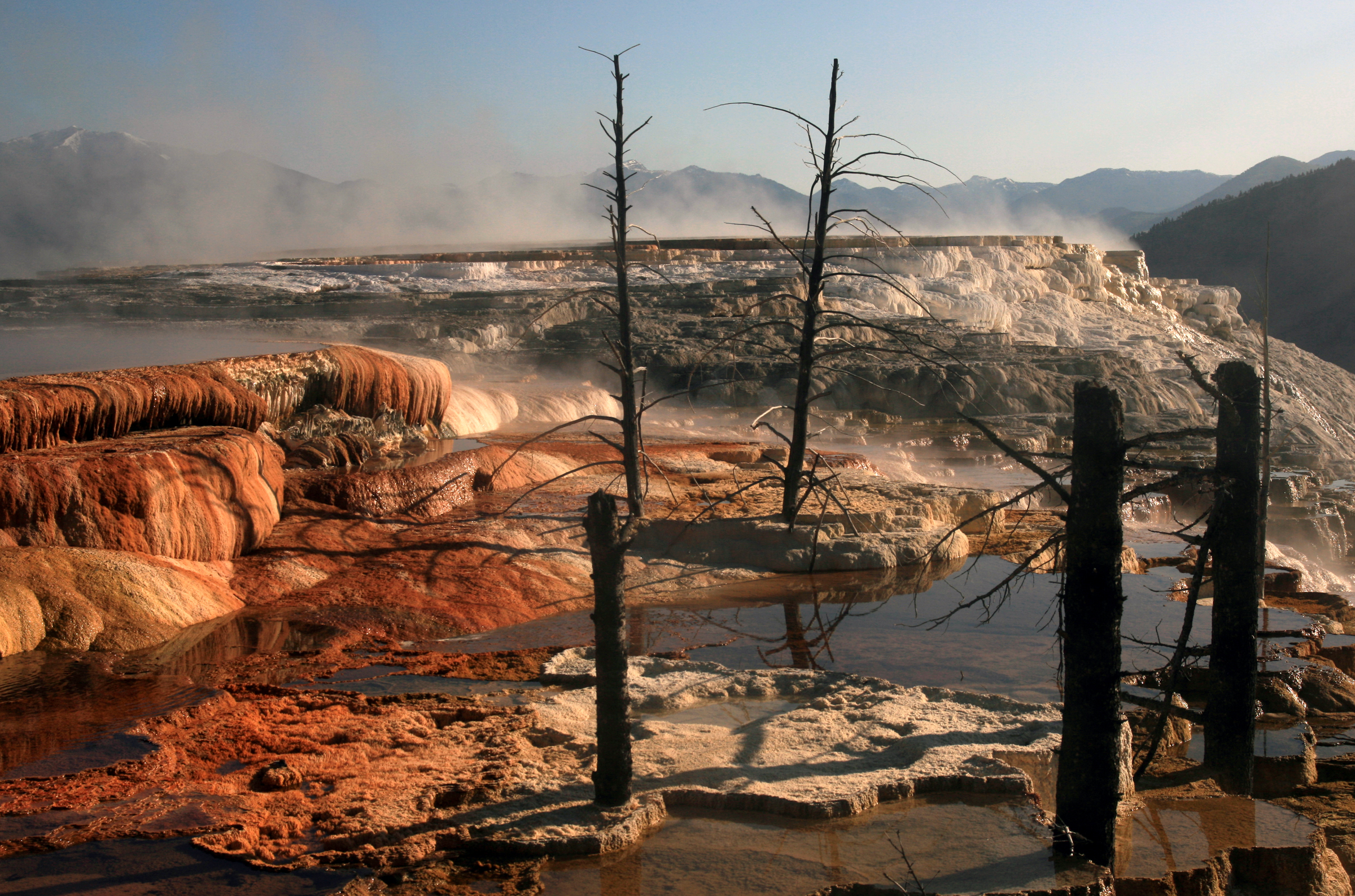
Parque nacional de Yellowstone, es uno de los lugares naturales más significativos de Estados Unidos.

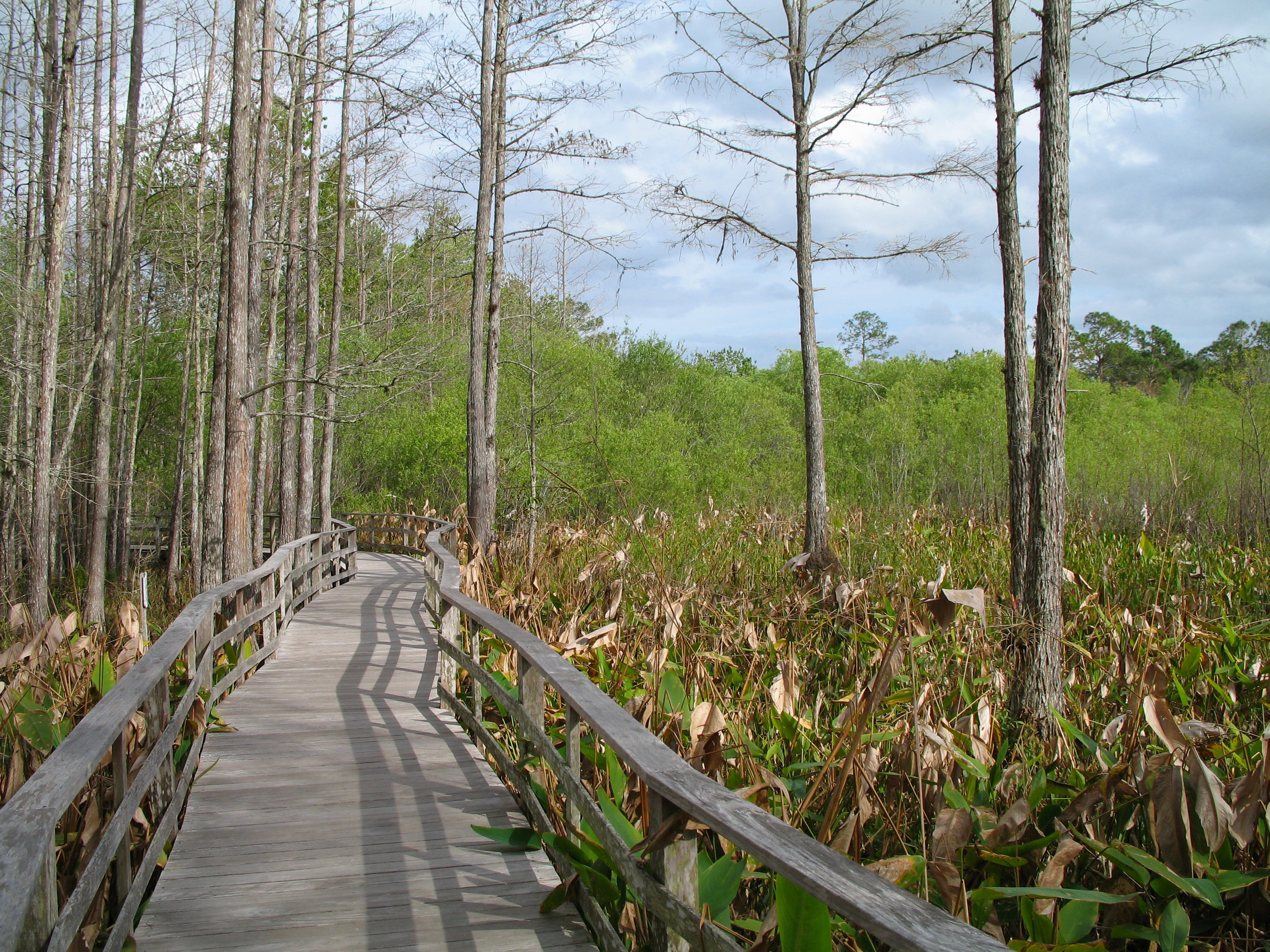
Parque nacional de los Everglades, en Florida.

Las principales unidades de relieve de Estados Unidos son el sistema de los montes Apalaches, el sistema occidental y las llanuras interiores.
Comenzando por el oeste, y tras las estrechas llanuras costeras se encuentran las sierras litorales del Pacífico. Se trata de una serie de cordilleras de unos 2.000 kilómetros de longitud paralelas a la costa. Tienen una altitud modesta, de unos 1.300 a 1.500 metros, y el conjunto se conoce como la Cordillera Costera, que tiene su continuación por el norte en la cordillera de las Cascadas. Tras la Cordillera Costera aparece, sobre todo en el sector de California, a una depresión prelitoral: el Valle Central de California. Desde aquí el relieve se eleva hacia las montañas Rocosas. La primera de las sierras que se encuentra es la cordillera de Sierra Nevada, con muchas cumbres por encima de los 3.000 y los 4.000 metros de altitud. Aquí está el monte Whitney, de 4.418 metros.

A continuación entramos en una región en la que se suceden las sierras y las depresiones. Se trata de un conjunto muy ancho, de unos 1.500 kilómetros, que se caracteriza por presentar un relieve fracturado de bloques elevados y hundidos, por lo que dentro de esta unidad aparecen numerosas sierras y valles interiores. Entre las sierras destaca el conjunto de la meseta de Colorado con los montes Sangre de Cristo, las montañas de San Juan, la cordillera Park y la cordillera Front. Entre las depresiones destacan el Valle de la Muerte, que se encuentra por debajo del nivel del mar, y la depresión que acoge el Gran Lago Salado. En todo este conjunto los bloques más altos forman mesetas, mientras que también encontramos sierras de tamaño medio, como las de la Gran Cuenca de Nevada. Los montes Blue y Salmón separan por el norte las mesetas del Columbia de la Gran Cuenca, que constituye en sector central de las Rocosas. Los montes Wasatch y la mole de Unita bordean por el nordeste la cuenca de Wyoming, y por el sureste la meseta de Colorado. Cerrando todo este conjunto aparecen las montañas Rocosas, en las que se incluyen algunas de las sierras ya mencionadas. Es un murallón inmenso con muchas alturas de más de 4.000 metros. En realidad todo el conjunto se considera parte del sistema de las Rocosas. Todo el conjunto se interna en Canadá por el norte y le separa de México el valle del río Grande. Es en este conjunto donde se encuentran alguno de los paisajes más famosos de Estados Unidos, como el Gran Cañón, el desierto de Mojave o Yellowstone. 

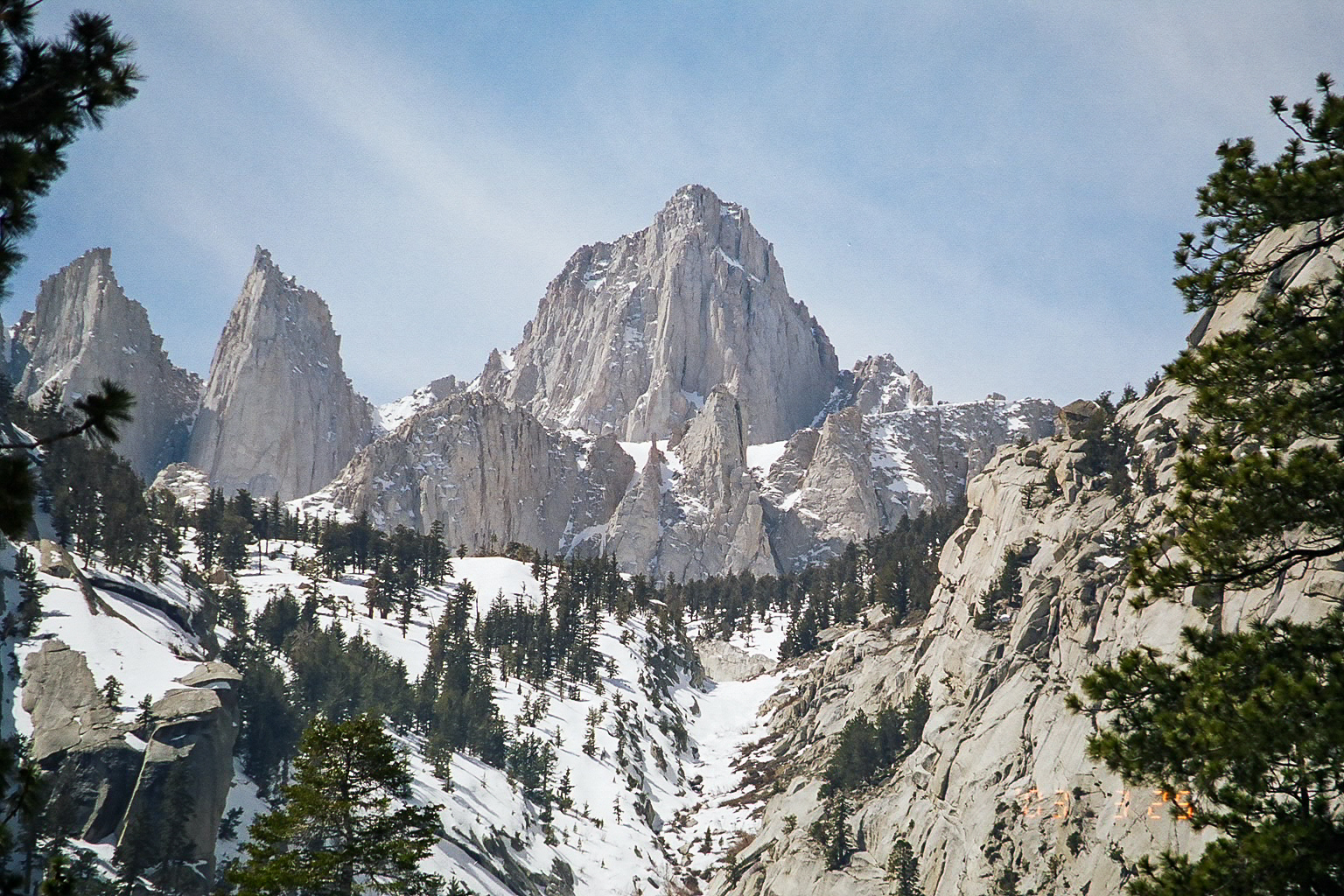
El monte Whitney es el lugar más alto de los 48 estados contiguos.

A continuación de la unidad de las Rocosas se extienden las Grandes Llanuras. No se trata de una región uniforme, ya que aparecen diversas unidades. Al oeste, justo a continuación de las Rocosas, aparecen mesetas y un relieve de cuesta muy característico. La más alta es la meseta High, en torno a 400-500 metros. Desde aquí el conjunto desciende en una suave pendiente hasta el Misisipi. Las regiones más altas están coronadas en caliza. Su erosión a dado paso a un paisaje de badlands, como el que aparece en el oeste de Dakota. El conjunto que da paso al valle del Misisipi es la meseta de Ozark. El propio valle es una amplia llanura fluvial que se extiende por gran parte de la costa del Golfo de México, en la que se enlaza cuencas de diversos ríos.
Pasado el valle del Misisipi las llanuras vuelven a ascender con una suave pendiente, hasta llegar a los montes Apalaches. El conjunto de los Apalaches es, en realidad, una amplia meseta que se extiende de norte a sur paralela a la costa este. Esta región es el paradigma del relieve apalachano. Sus cumbres son muy moderadas, puesto que raramente sobrepasan los 2.000 metros de altitud. Las mayores altitudes se encuentran las Blue Ridges. Desde aquí, y hacia el norte el conjunto desciende a lo largo de los Adirondacks y los montes de Allegheny.
Entre el conjunto apalachano y la costa se desarrollan una serie de llanuras con una anchura de hasta 300 y 400 kilómetros. Se trata de un largo glacis de piedemonte que enlaza las montañas con el mar, con una pendiente muy suave. Así, la costa este se resuelve en una larga línea de costas bajas, que sólo se rompe al norte de Nueva York.
A esto hay que añadir el relieve de Alaska, un estado montañoso, en el que destacan la cordillera de Brooks, al norte, y la cordillera de Alaska al sur. Aquí está el monte más alto de Estados Unidos; el monte Denali (6.193 m). Además, hay que mencionar el relieve de Hawái, un archipiélago volcánico en medio del Pacífico con altitudes que superan los 4.000 metros.

## Principales unidades

### Montes Apalaches
Son una cordillera de orogenia relativamente antigua, orientada del noreste al suroeste, cerca de la costa atlántica y separada de esta última por la llanura litoral. Se divide en tres cadenas: septentrional —localizada casi totalmente en territorio canadiense y modelada por el glaciarismo—, la central y la meridional (esta última formada por los Apalaches en si). Estos últimos se dividen en dos ramas: la oriental (integrada por los montes Azules) y la occidental. Es en los montes Azules donde se presentan las máximas altitudes de la cordillera (monte Mitchell,  2037 m). La línea occidental está formada por numerosos pliegues que han dado origen a un paisaje de crestas y valles por donde los ríos han excavado su curso. El Gran Valle es la depresión que separa ambas alineaciones.
El clima de toda la región es templado y húmedo, con inviernos medios, en los que la irrupción de masas de aire polar provoca descensos bruscos de las temperaturas y heladas. Los veranos son cálidos y húmedos, como consecuencia de la llegada de masas de aire marítimo tropical. Las lluvias son abundantes todo el año, pero aumentan en verano. El régimen pluviométrico oscila entre los 1000−1500 mm/anuales. En invierno son frecuentes las nevadas, que se mantienen en las cumbres de los Apalaches hasta el deshielo primaveral. El clima favorece la presencia de extensos bosques caducifolios.

### Sistema occidental
Está compuesto por dos conjuntos montañosos de orografía reciente: las Montañas Rocosas al este y las cordilleras del Pacífico al oeste. Las Rocosas recorren el país de norte a sur y se dividen en cuatro sectores: las Rocosas del Sur, el primero de estos cuatro sectores, está formado por dos cadenas orientadas de norte a sur, con numerosos picos que superan los 4000 m de altitud. Su cima más alta es el monte Elbert (4399 m) y el límite de nieves perpetuas se sitúa en torno a los 3000 m. Las Rocosas Centrales constituyen el segundo sector y siguen la misma orientación, salvo en los montes Vinta, que discurren de oeste a este. Las Rocosas del Norte registran alturas menores y las Rocosas Canadienses forman el área más septentrional de esta cadena.
En la vertiente occidental de las Rocosas se suceden las mesetas. Las principales son la meseta del Colorado (formada por altiplanicies que se alternan con profundos cañones), la Meseta del Columbia-Snake y la Gran Cuenca. En esta última abundan los depósitos salinos y desiertos como el del Gran Lago Salado o el valle de la Muerte (depresión que registra su punto más bajo a −86 m por debajo del nivel del mar).
En las Rocosas el clima es de montaña. La temperatura baja y la insolación aumenta con la altitud. Las lluvias también aumentan pero solo hasta los 2000−3000 m, a partir de estas altitudes disminuyen. En las zonas más elevadas las precipitaciones caen en forma de nieve. En las áreas más bajas dominan las praderas, que son sustituidas por bosques de coníferas conforme aumenta la altitud. En las regiones más altas aparecen prados con arbustos aislados. Las especies vegetales dominantes son el pino y el abeto y la fauna se compone de alces, osos, bisontes, linces, nutrias y varias especies de águilas.
En la Gran Cuenca y el Valle de la Muerte el clima es estepario o desértico, con temperaturas medias que superan los 35 °C. La máxima temperatura que se ha registrado en Norteamérica se dio precisamente en el Valle de la Muerte (57 °C). Las precipitaciones son escasas debido a la presencia de las cordilleras del Pacífico. Esta barrera montañosa frena las masas de aire húmedo procedentes del océano Pacífico, lo que ocasiona la escasez de lluvias en todas las tierras localizadas al este del sistema montañoso. Asociado a este fenómeno aparece el foehn, también llamado chinook, un viento cálido y seco que desciende de las montañas a la llanura. Los matorrales y arbustos dominan en paisaje, habitado por roedores y reptiles.

### Sierra Nevada y cordillera de las Cascadas
Sierra Nevada y la cordillera de las Cascadas son las dos estribaciones interiores de las cordilleras del Pacífico. Sus picos superan los 4000 m de altitud (monte Whitney, 4418 m en California, el más elevado de los Estados Unidos contiguos). La cordillera de las Cascadas tiene muchos volcanes, entre los cuales están el monte Rainier (4392 m), el monte  Baker (3285 m), el monte Hood (3424 m), el monte  Adams (3751 m), el monte Shasta (4317 m), el monte  Lassen (3187 m) y el Santa Helena (2550 m). 
Las cordilleras costeras son las alineaciones exteriores y sus cumbres tienen una altitud media de 2000 m. En esta región, en la confluencia de las Placa Norteamericana y Placa del Pacífico, se localiza la falla de San Andrés, que origina numerosos movimientos sísmicos. El clima es templado, con una elevada humedad, por la proximidad del Pacífico y notables lluvias, más abundantes en invierno. El bosque de coníferas perennifolio cubre amplias extensiones. Destacan los bosques de secuoyas roja y gigante. El abeto de Douglas es otra conífera típica.

### Llanuras interiores
Las llanuras Interiores ocupan las tierras situadas entre los Apalaches, las Rocosas, los Grandes Lagos y el golfo de México. Entre ellas se distinguen tres regiones: la cuenca del río Misisipi, los Grandes Lagos y las llanuras y montañas interiores (incluyendo entre estas las mesetas bajas del Interior, las grandes llanuras, las tierras bajas centrales). En la cuenca del río Misisipi, el fenómeno del glaciarismo dio lugar a la aparición de numerosos lagos y depósitos de material arrastrados por los glaciares. Las más septentrionales son la continuación de las Praderas Canadienses y están separadas de las llanuras litorales próximas al golfo de México por las montanas interiores: las mesetas de Ozark y los montes de Ouachita. El clima es continental, con oscilaciones acusadas de temperatura, veranos cálidos e inviernos fríos. Estas temperaturas son más bajas en el norte (Dakota del Norte, Dakota del Sur y Minnesota) y aumentan en el sur (Texas, Kansas y Oklahoma). De igual manera, las precipitaciones son más abundantes a medida que se avanza hacia los territorios del este. La vegetación varía del bosque (en las zonas más húmedas y frías) a la pradera y las estepas con (hierbas bajas y pequeños desiertos en las más cálidas y secas). El bisonte es el animal más emblemático de las praderas. Y, el ancho continental, es de aproximadamente de 4100 km .

## Geografía de Alaska
El estado más septentrional del país es Alaska, con una enorme península que comprende, al norte, la cordillera de Brooks (cuyas cimas no superan los 200 m) y al sur la cordillera de Alaska (donde se registra la mayor altitud del país: monte Denali, 6194 m). El valle del río Yukón (una región de llanuras y mesetas) separa las dos cordilleras. También forman parte de Alaska el archipiélago volcánico de las Aleutianas y el archipiélago Alexander.
El clima es templado en una estrecha franja de la costa del Pacífico. En el resto del estado, el clima es subártico continental, frío y húmedo, con un verano corto y fresco. Las temperaturas del mes más cálido no alcanzan los 15 °C, mientras que la del mes más frío descienden por debajo de los −25 °C, con una amplitud térmica anual de 40 °C. Estas bajas temperaturas provocan la aparición del permafrost, suelo permanentemente congelado cuya capa más superficial se derrite en verano. Las precipitaciones (líquidas o en forma de nieve), superan escasamente los 300 mm/año y son más abundantes en verano. La insolación varía entre 6 y 18 horas diarias, según la época del año. Las formaciones vegetales adaptadas a este clima son el bosque de coníferas, formado por abetos, pinos y la tundra. En cuanto a la fauna, destacan el oso, la foca, el morsa, la nutria, el castor y el lobo. Los osos de la isla Kodiak son los mayores osos pardos del planeta.

## Geografía de Hawái y territorios ultramarinos

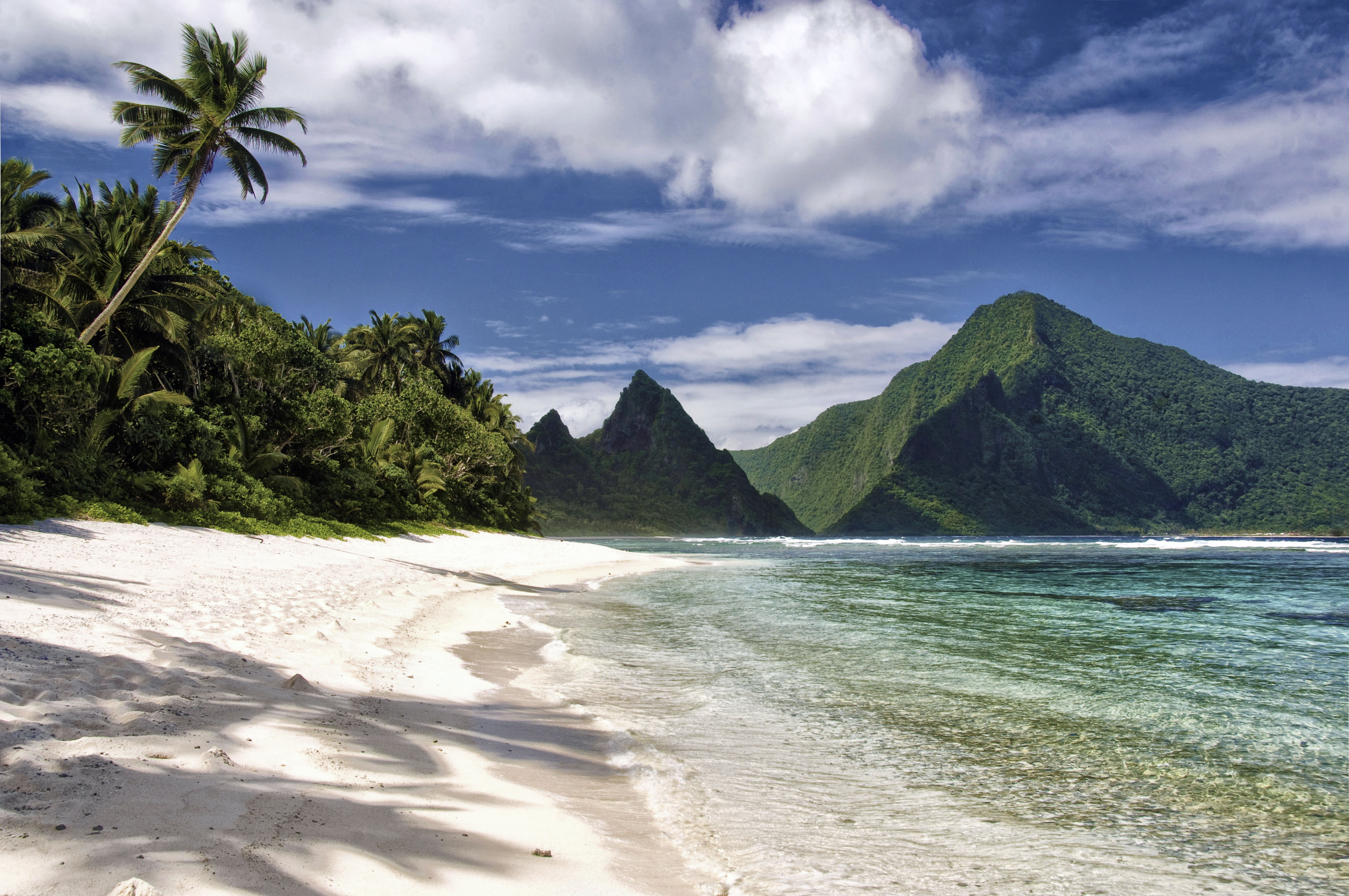
Playa de Ofu en Parque nacional de Samoa Americana, en Samoa Americana.

Hawái junto con Alaska, forma el otro estado que no es contiguo al resto de los estados de la Unión. Se trata de un archipiélago volcánico situado en el centro del océano Pacífico. En la isla de Hawái (la mayor del archipiélago) se encuentran dos de volcanes más activos del planeta: el Mauna Loa (4169 m) y el Mauna Kea
Por otra parte, en cuanto a los Territorios de los Estados Unidos, el país tiene dos territorios en el Mar Caribe (Puerto Rico y las Islas Vírgenes de los Estados Unidos). Puerto Rico tiene una población de 3,193,694 en 2019. Estados Unidos también tiene tres territorios en el Océano Pacífico: Guam, las Islas Marianas del Norte, y Samoa Americana. Samoa Americana se encuentra en el hemisferio sur. Estados Unidos también tiene territorios que no están habitados permanentemente, llamados Islas Ultramarinas Menores de los Estados Unidos.

## Hidrografía
- La región de los Grandes Lagos: es la mayor extensión de agua dulce no helada del planeta. La forman cinco lagos: lago Superior, lago Hurón, lago Míchigan, lago Erie y lago Ontario. Todos se encuentran entre los  173−183 m de altitud, excepto el Ontario, que se encuentra 100 m más abajo, desnivel salvado por las cataratas del Niágara. Todos ellos (salvo el lago Míchigan, rodeado totalmente de territorio estadounidense) se encuentran en la zona fronteriza, por lo que Canadá y los Estados Unidos comparten su dominio y explotación. Este conjunto de lagos vierte sus aguas al océano Atlántico a través del río San Lorenzo.

- El río Misisipi: el río Misisipi, unido a sus afluentes río Rojo del Norte y río Misuri, es el río más largo de Norteamérica. Por sí solo es el más caudaloso del subcontinente y tiene una anchura máxima de 1400 m, con una profundidad cercana a los 30 m. Su curso es accidentado, con zonas de rápidos y saltos de agua en su nacimiento, pero en su curso bajo se ensancha y se vuelve apto para la navegación. Las crecidas de caudal son frecuentes y provocan la inundación de las áreas próximas. Desemboca en el golfo de México, formando un extenso delta. Sus principales afluentes son: río Illinois, río Arkansas, río Ohio, río Rojo y río Misuri. El río Misisipi es una parte muy importante de la historia, literatura y economía de Estados Unidos. Su nombre significa río grande en lengua indígena ojibwa. En el siglo XIX, los barcos de vapor con ruedas de palas surcaron sus aguas, haciendo florecer grandes ciudades comerciales como Nueva Orleans, Memphis o San Luis. Fue también en esa época cuando los afroamericanos lo apodaron Old Man River y Mark Twain lo utilizó como escenario de las aventuras de su personaje universal, Tom Sawyer.

- Cursos fluviales del Atlántico: en ella desembocan el río Hudson, río Delaware y río Potomac (que atraviesa Washington D. C., la capital del país). En el golfo de México desembocan los ríos Misisipi, San Antonio y Bravo del Norte (este último discurre por los estados de Colorado y Nuevo México, sirviendo de frontera entre Estados Unidos y México hasta su desembocadura).

- Cursos fluviales del Pacífico: en el golfo de California desemboca el río Colorado (que recibe su nombre del color rojizo de sus aguas, debido a la gran cantidad de sedimentos que arrastra desde su nacimiento en las montañas Rocosas). También destacan el río Columbia (que fluye a través de Canadá y los Estados Unidos, formando un estuario en su desembocadura) y su afluente el río Snake (que nace en el parque nacional de Yellowstone y tiene un régimen nival. En Idaho, el río Snake forma el cañón del Snake y las cascadas Shoshone, que salvan un desnivel de 65 m). En Alaska, el río Yukón cruza la península y desemboca en el mar de Bering.

- Otros lagos: destacan el Gran Lago Salado, en Utah; el lago Champlain, entre el estado de Nueva York y Quebec; el lago Okeechobee, en Florida, y el mar de Salton, en California.

## Desastres naturales
EE. UU. se ve afectado por una variedad de desastres naturales anualmente. Todos los siglos, en su parte central, aparece la sequía, ocasionalmente un gran desastre, como durante el Dust Bowl, entre los años 1930 y 40. Las tierras agrícolas fracasaron en las llanuras, regiones enteras quedaron prácticamente despobladas y las tormentas de polvo arrasaron la tierra.

### Inundaciones
Se experimentan inundaciones severas ocasionales. Se producen, por ejemplo:
- Gran inundación del Misisipi de 1927;
- Gran Inundación de 1993:
- Inundaciones del río Misisipi de 2011

Y, las inundaciones y aludes de tierras generalizados causados por el evento 1982-83 El Niño en el oeste de Estados Unidos. Sin embargo, las inundaciones localizadas pueden ocurrir en cualquier lugar, y los deslizamientos de tierra debido a la lluvia fuerte pueden causar problemas en cualquier área montañosa, particularmente en el suroeste. Grandes extensiones de arbustos del desierto en el oeste pueden alimentar la propagación de incendios forestales. Los estrechos cañones de muchas áreas montañosas en el oeste y la severa actividad de tormentas durante el verano conducen a inundaciones [a veces también devastadoras], mientras que las tormentas de nieve Nor'eastas pueden detener la actividad en todo el noreste ( aunque fuertes tormentas de nieve pueden ocurrir casi en cualquier parte).

### Tornados y huracanes
Las Grandes Planicies y el Medio Oeste, debido a las masas de aire contrastantes por el ancho continental de más de 4000 km, es propenso a tormentas severas y brotes de tornados durante la primavera y el verano, con alrededor de 1000 tornados que ocurren cada año.
A la franja de territorio del norte de Texas al norte de Kansas y Nebraska y al este de Tennessee se conoce como callejón de los tornados, donde muchas casas tienen refugios de tornados y muchas de las localidades tienen sirenas de tornado.

## Lugares turísticos
Estados Unidos en su conjunto tiene muchas zonas para el uso y disfrute del público. Estas incluyen los Parques nacionales, Monumentos nacionales, Bosques nacionales, el Servicio de pesca y vida silvestre, entre otras cosas.